# Auvers-le-Hamon
Auvers-le-Hamon és un municipi francès situat al departament del Sarthe i a la regió de País del Loira. L'any 2007 tenia 1.510 habitants.

## Demografia

### Població
El 2007 la població de fet d'Auvers-le-Hamon era de 1.510 persones. Hi havia 536 famílies de les quals 112 eren unipersonals (48 homes vivint sols i 64 dones vivint soles), 168 parelles sense fills, 232 parelles amb fills i 24 famílies monoparentals amb fills.
La població ha evolucionat segons el següent gràfic:
Habitants censats

### Habitatges
El 2007 hi havia 601 habitatges, 540 eren l'habitatge principal de la família, 20 eren segones residències i 41 estaven desocupats. 585 eren cases i 12 eren apartaments. Dels 540 habitatges principals, 389 estaven ocupats pels seus propietaris, 149 estaven llogats i ocupats pels llogaters i 2 estaven cedits a títol gratuït; 5 tenien una cambra, 18 en tenien dues, 67 en tenien tres, 168 en tenien quatre i 282 en tenien cinc o més. 412 habitatges disposaven pel capbaix d'una plaça de pàrquing. A 200 habitatges hi havia un automòbil i a 293 n'hi havia dos o més.

### Piràmide de població
La piràmide de població per edats i sexe el 2009 era:
| Homes | Edats   | Dones |
| ----- | ------- | ----- |
| 0     | 95 o +  | 8     |
| 0     | 90 a 94 | 16    |
| 4     | 85 a 89 | 20    |
| 16    | 80 a 84 | 4     |
| 16    | 75 a 79 | 44    |
| 36    | 70 a 74 | 20    |
| 16    | 65 a 69 | 16    |
| 28    | 60 a 64 | 28    |
| 36    | 55 a 59 | 32    |
| 20    | 50 a 54 | 20    |
| 56    | 45 a 49 | 40    |
| 40    | 40 a 44 | 40    |
| 68    | 35 a 39 | 36    |
| 60    | 30 a 34 | 84    |
| 40    | 25 a 29 | 48    |
| 24    | 20 a 24 | 16    |
| 36    | 15 a 19 | 36    |
| 44    | 10 a 14 | 60    |
| 64    | 5 a 9   | 76    |
| 64    | 0 a 4   | 56    |

## Economia
El 2007 la població en edat de treballar era de 892 persones, 710 eren actives i 182 eren inactives. De les 710 persones actives 666 estaven ocupades (345 homes i 321 dones) i 44 estaven aturades (15 homes i 29 dones). De les 182 persones inactives 57 estaven jubilades, 81 estaven estudiant i 44 estaven classificades com a «altres inactius».

### Ingressos
El 2009 a Auvers-le-Hamon hi havia 553 unitats fiscals que integraven 1.523,5 persones, la mediana anual d'ingressos fiscals per persona era de 15.972 €.

### Activitats econòmiques
Dels 43 establiments que hi havia el 2007, 1 era d'una empresa alimentària, 1 d'una empresa de fabricació d'altres productes industrials, 5 d'empreses de construcció, 9 d'empreses de comerç i reparació d'automòbils, 4 d'empreses de transport, 4 d'empreses d'hostatgeria i restauració, 1 d'una empresa financera, 9 d'empreses de serveis, 4 d'entitats de l'administració pública i 5 d'empreses classificades com a «altres activitats de serveis».
Dels 12 establiments de servei als particulars que hi havia el 2009, 3 eren tallers de reparació d'automòbils i de material agrícola, 1 paleta, 2 fusteries, 1 lampisteria, 1 electricista, 1 perruqueria, 1 veterinari i 2 restaurants.
Dels 2 establiments comercials que hi havia el 2009, 1 era una botiga de més de 120 m² i 1 una fleca.
L'any 2000 a Auvers-le-Hamon hi havia 63 explotacions agrícoles que ocupaven un total de 3.795 hectàrees.

## Equipaments sanitaris i escolars
L'únic equipament sanitari que hi havia el 2009 era una farmàcia.
El 2009 hi havia 2 escoles elementals.

## Poblacions més properes
El següent diagrama mostra les poblacions més properes.